# Weiproteïnepreparaat

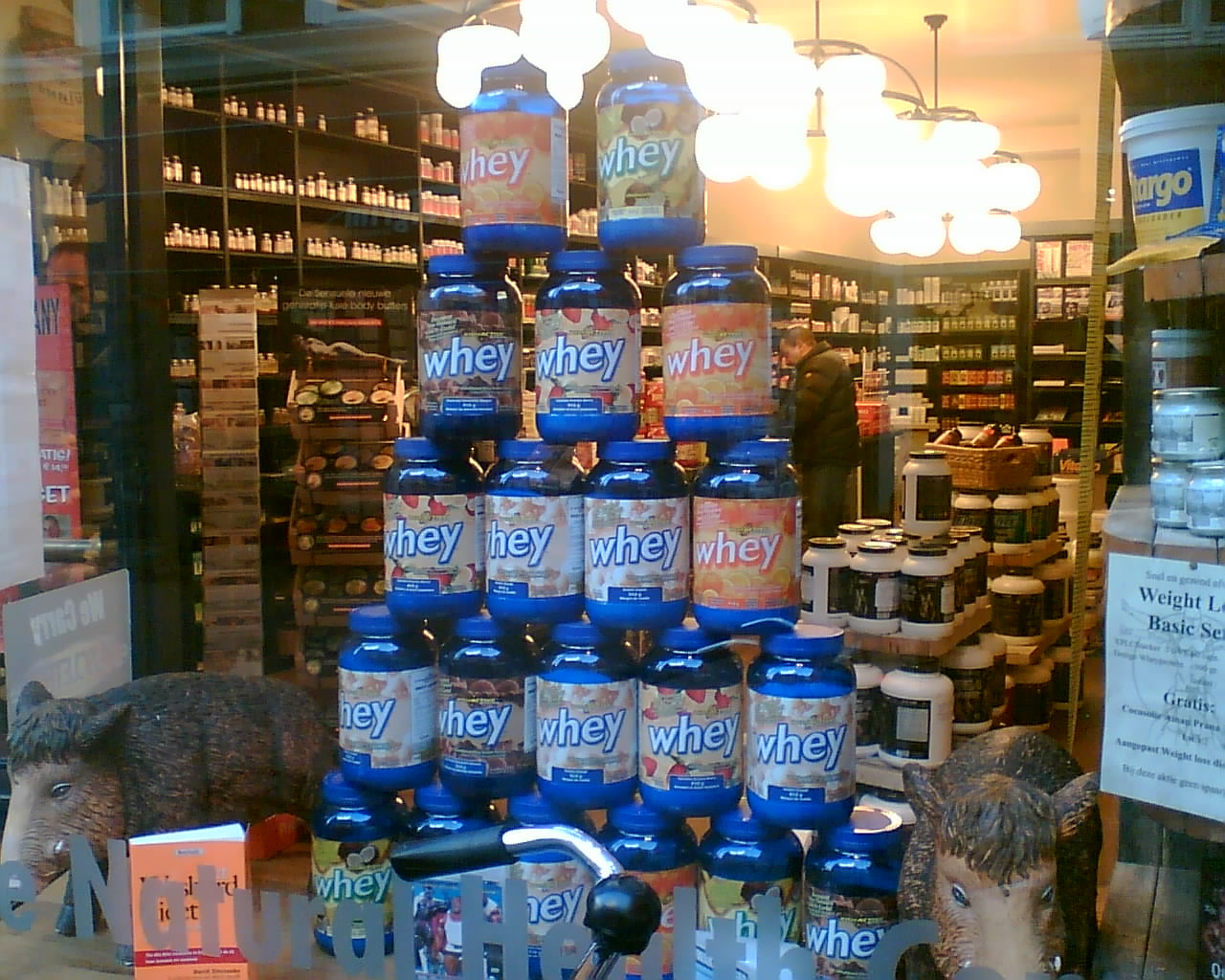
Tonnen met weipoeder in een etalage in Den Haag

Een weiproteïnepreparaat is een voedingssupplement dat bestaat uit poedervormig geconcentreerd eiwit geproduceerd uit wei. Afhankelijk van de mate van opzuivering wordt het weiproteïne-isolaat (>90% eiwit) of weiproteïne-concentraat (29%-89% eiwit), genoemd. Deze producten zijn ook wel bekend onder de Engelse namen whey protein isolate (WPI) en whey protein concentrate (WPC).
Zowel weiproteïneconcentraten als -isolaten kunnen in gedeeltelijk dan wel volledig in gehydrolyseerde vorm voorkomen. Een dergelijk product wordt een weiproteïnehydrolysaat genoemd.
Wei is een bijproduct dat ontstaat bij de productie van kaas uit koemelk. Het bevat nog ongeveer de helft van de oorspronkelijk aanwezige melksuikers (lactose) en daarnaast eiwitten, vitaminen, mineralen. Door al het vocht eraan te onttrekken ontstaat weipoeder. Bovendien kan in het productieproces het gehalte aan weiproteïnen worden verhoogd. De hoeveelheid eiwit in de droge stof wordt soms weergegeven in de naam. In WPC35 zit bijvoorbeeld 35% wei-eiwit in het poeder.
De puurste vorm, weiproteïne-isolaat, bevat meer dan 90% van het gewicht aan eiwitten. Weiproteïne-concentraat bevat 29%-89% van het gewicht aan pure eiwitten, daarnaast bevat het meer lactose, meer koolhydraten en soms ook wat meer vet. De eiwitfractie bestaat voor een belangrijk deel uit α-lactalbumine en β-lactoglobuline, met daarnaast ook lactoferrine, glycomacropeptide, runderalbumine (Bovine Serum Albumine) en immunoglobulines. Het is arm aan caseïnes, daar deze categorie melkeiwitten in de wrongel achterblijft.
De aminozurensamenstelling kent een goede verhouding van de verschillende aminozuren. Met een waarde van 104 heeft gewone wei de hoogste biologische waarde van alle beschikbare proteïnes. Wanneer wei geconcentreerd wordt, kan de waarde toenemen tot 150 à 160. Dit wordt veroorzaakt doordat wei-eiwitten uitzonderlijk rijk zijn aan vertakte (BCAA-) aminozuren (nl. valine, leucine en isoleucine).
Weiproteïnepreparaten zijn daarnaast rijk aan het aminozuur glutamine.
De meest geavanceerde methode om wei-eiwitten te concentreren is de crossflow micro- en ultrafiltratie. Deze methode maakt het mogelijk wei bij lage temperatuur te scheiden van vetten, lactose en andere melkeiwitten. De eiwitfracties die het immuunsysteem ondersteunen en spierherstel bevorderen, blijven dankzij de lage temperatuur intact.

## Gebruik
Weiproteïne wordt sneller in het lichaam opgenomen dan andere eiwitconcentraten. Het wordt veel gebruikt door bodybuilders en andere sporters. Het NOC*NSF raadt sporters aan om weiproteïne te nemen, zodat hun spieren sneller recupereren.
Het eiwitpoeder wordt ook wel voorgeschreven aan mensen met eiwitgebrek en aan zwangere vrouwen om er voor te zorgen dat de baby alle nodige aminozuren binnen krijgt. Aan het voedingssupplement worden allerlei niet wetenschappelijk bewezen werkingen toegeschreven. Zo zou het kanker helpen voorkomen en zou het het verouderingsproces bij de mens tegen kunnen gaan.